# 518

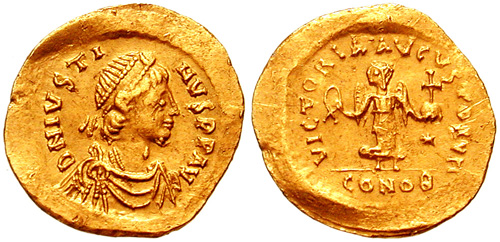
Keizer Justinus I (r. 518-527)

Het jaar 518 is het 18e jaar in de 6e eeuw volgens de christelijke jaartelling.

## Gebeurtenissen

### Klein-Azië
- 10 juli - Keizer Anastasius I overlijdt in Constantinopel na een regeerperiode van 27 jaar. Hij wordt opgevolgd door Justinus, analfabeet en commandant van de paleisgarde. Door een belastingverlaging en grote efficiëntie (doeltreffendheid) beschikt de Byzantijnse rijksschatkist over zo'n 320.000 pond aan goud.
- Justinus I sticht de Justiniaanse dynastie en benoemt zijn neef Flavius Petrus Sabbatius (latere Justinianus I) tot zijn persoonlijke adviseur. Hij neemt een deel van de regeringstaken op zich.

### Balkan
- De stad Skopje (huidige Noord-Macedonië) wordt vrijwel geheel verwoest door een aardbeving.

### Ceylon
- Silakala Ambosamanera (r. 518-531) bestijgt als koning de troon van Ceylon.

## Religie
- Severus, patriarch van Antiochië, wordt door een synode afgezet vanwege zijn monofysitische stellingname. Hij wordt vervangen door Paulus I.

## Geboren
- Cantigernus, Schots bisschop (overleden 603)
- Mathesuntha, koningin van de Ostrogoten

## Overleden
- 10 juli - Anastasios I, keizer van het Byzantijnse Rijk
- Tonantius Ferreolus, Gallo-Romeins politicus (waarschijnlijke datum)